# Андроник (Трубачёв)
Игу́мен Андрони́к (в миру Александр Сергеевич Трубачёв; 7 ноября 1952, Москва — 5 апреля 2021, Троице-Сергиева лавра, Московская область) — игумен Русской православной церкви. Директор музея протоиерея Павла Флоренского в Сергиевом Посаде, директор Мемориального музея-квартиры священника Павла Флоренского в Москве, один из учредителей «Фонда православной культуры священника Павла Флоренского».
Научные интересы: агиология и изучение наследия священника Павла Флоренского. Автор статей в Журнале московской патриархии и Богословских трудах, составитель списков «Покров Пресвятой Богородицы над Россией» и «Святая Русь», а также многочисленных статей в Православной Энциклопедии. Член Синодальной богословской комиссии Русской Православной Церкви. Автор служб преподобным Андронику Московскому, Максиму Греку, Пимену Угрешскому, ряда тропарей и кондаков; проекта Службы Господу Богу нашему, в Троице славимому, в память 1000-летия Крещения Руси.

## Биография
Родился 7 ноября 1952 года в Москве. Отец — диакон Сергий Трубачёв, церковный композитор, дед по отцу — священномученик протоиерей Зосима Трубачёв, дед по матери Ольге Павловне — священник и философ Павел Флоренский.
В 1970 году окончил среднюю школу. В 1975 году окончил Московский историко-архивный институт, защитив дипломную работу по кафедре архивоведения: «Комиссия по охране памятников искусства и старины Троице-Сергиевой лавры (1918—1925): Обзор архивных материалов». По выпуске работал в Государственном архиве Московской области.
С 1975 по 1976 годы служил в рядах Советской армии.
В 1976—1990 годах работал в издательском отделе Московской патриархии: редактор отделов «Журнала Московской Патриархии» — «Проповедь», «Богословский отдел»; издания томов 2-го и 3-го «Настольной книги священнослужителя — Месяцеслов. Сентябрь — август» (М., 1978—1979); редактор в 1978—1983 годах и руководитель в 1983—1990 годах издания «Минея. Сентябрь — август» (М., 1978—1989).
В 1980 году окончил Московскую духовную семинарию. В сентябре того же года поступил в братство Троице-Сергиевой лавры. 19 марта 1981 года принял монашество с именем Андроник в честь преподобного Андроника Московского, а 1 мая того же года рукоположён во иеродиакона. 28 августа 1982 года рукоположён во иеромонаха.
С января 1984 года — лектор Московских духовных школ.
В 1984 году окончил Московскую духовную академию со степенью кандидата богословия за сочинение по кафедре основного богословия «Теодицея и антроподицея в творчестве священника Павла Флоренского» (Томск, 1998).
Преподавал в Московской духовной семинарии нравственное богословие, Священное Писание Новый Завет, патрологию; в Московской духовной академии — пастырское богословие, Священное Писание Новый Завет.
Его духовными наставниками были архиепископ Сергий (Голубцов) и архимандрит Кирилл (Павлов).
8 апреля 1986 года ко дню Святой Пасхи возведён в сан игумена.
С 1989 года — секретарь Синодальной богослужебной комиссии.
20 апреля 1989 года утверждён в учёном звании доцента.
15 июля 1990 года освобождён от работы в Московских духовных школах в связи с назначением наместником возрождённого в декабре 1989 года Валаамского Спасо-Преображенского монастыря.
При нём начали восстанавливать Всехсвятский, Предтеченский, Никольский скиты. Монастырю передали келью отца Дамаскина, Успенский и Никольский храмы. При нём на Валааме началась настоящая монашеская жизнь. Стали проводить соборы братии. Утвердили послушания. Приняли устав прежнего Валаамского монастыря, богослужения стали проводиться ежедневно. Обязал всех иеромонахов говорить на службах проповеди независимо от того, праздничная служба или простая.
17 февраля 1993 года освобождён от настоятельства в Валаамском монастыре, зачислен в корпорацию Московских духовных школ.
С того же года — директор Центра изучения, охраны и реставрации наследия священника Павла Флоренского. С 9 февраля 1995 года — директор музея священника Павла Флоренского в городе Сергиевом Посаде. C 1997 года директор Музея священника Павла Флоренского в Москве.
С 1 февраля 1998 года — штатный преподаватель Московских духовных школ.
Скончался на 69-м году жизни 5 апреля 2021 года в Троице-Сергиевой лавре. Похоронен на братском кладбище в селе Деулино.

## Сочинения
- Преподобный Пафнутий Боровский (к 500-летию преставления) // Журнал Московской Патриархии. 1977. — № 6. — С. 61-73.
- Казанские святые Пётр и Стефан (к 425-летию со дня мученической кончины) // Журнал Московской Патриархии. 1977. — № 8. — С. 79-80.
- «Богословские труды», сборник 17. М., 1977; 248 с. // Журнал Московской Патриархии. 1977. — № 10. — С. 80.
- Настольная книга священнослужителя, том 2. Издание Московской Патриархии, М., 1978, 800 стр. // Журнал Московской Патриархии. 1979. — № 6. — С. 79.
- Преподобный Трифон и блаженный Прокопий Вятские // Журнал Московской Патриархии. 1977. — № 11. — С. 75-77.
- Минея — Ноябрь. Изд. Московской Патриархии. М., 1980 // Журнал Московской Патриархии. 1981. — № 6. — С. 80.
- Епископ Антоний (Флоренсов) — духовник священника Павла Флоренского // Журнал Московской Патриархии. 1981. — № 9. — С. 71-77; № 10. — С. 65-73.
- К 100-летию со дня рождения священника Павла Флоренского (1882—1943) // Богословские труды. М., 1982. — № 23. — С. 264—279.
- Указатель печатных трудов священника Павла Флоренского // Богословские труды, М., 1982, № 23. — С. 280—309.
- Основные черты личности, жизнь и творчество священника Павла Флоренского // Журнал Московской Патриархии. 1982. — № 4. — С. 12-19.
  - Основные черты личности, жизнь и творчество священника Павла Флоренского // П. А. Флоренский : Pro et contra: личность и творчество Павла Флоренского в оценке русских мыслителей и исследователей : антология / сост., авт. предисл., авт. примеч. К. Г. Исупов, отв. ред. тома Д. К. Бурлака. — СПб. : РХГИ, 1996. — 747 с. — С. 491—506
- Высокопреосвященный архиепископ Сергий [некролог] // Журнал Московской Патриархии. 1982. — № 10. — С. 18-23.
- Предисловие [к статье П. А. Флоренского «Макрокосм и микрокосм»] // Богословские труды. М., 1983. — № 24. С. 230—232.
- Священник Павел А. Флоренский. Икона — взгляд в вечность: философия и технология искусства. [Сборник] / Предисловие, перевод и словарь д-ра Димитрия М. Калезича. Белград: Изд. Богословского обозрения, 1979. — 163 с. // Журнал Московской Патриархии. 1983. — № 3. — С. 78-80.
- Прославление в лике святых святителя Симеона Солунского // Журнал Московской Патриархии. 1983. — № 4. — С. 43-44.
- [Предисловие к публикации работы священника Павла Флоренского «Христианство и культура»] / предисловие: Андроник, иеромонах, Троице-Сергиева Лавра // Журнал Московской Патриархии. 1983. — № 4. — С. 52.
- Постриг в обители Живоначальной Троицы // Журнал Московской Патриархии. 1983. — № 7. — С. 8.
- Празднование юбилейных дат [1500-летия автокефалии Грузинской Православной Церкви и 200-летия Георгиевского трактата о переходе Грузии под покровительство России] // Журнал Московской Патриархии. 1983. — № 10. — С. 41-43.
- Вечер в Московской Духовной Академии // Журнал Московской Патриархии. 1984. — № 5. — С. 27.
- Священник Павел Флоренский — профессор Московской Духовной Академии [библ. 74] // Богословские труды. 1986. Сб. МДА. — С. 226—246.
- Предисловие [к публикации статьи П. А. Флоренского «Эмпирея и Эмпирия»] // Богословские труды. М., 1986. — № 27. — С. 294—295.
- В день памяти Преподобного Сергия Радонежского // Журнал Московской Патриархии. 1986. — № 7. — С. 36-38.
- Юбилейные торжества в Лавре [650-летие Троице-Сергиевой Лавры] // Журнал Московской Патриархии. 1987. — № 10. — С. 8-10.
- Свящ. Павел Флоренский — профессор МДА и редактор «Богословского вестника» // Богословские труды. 1986. Юбилейный сборник к 300-летию МДА. С. 226—246; 1987. Сб. 28. С. 290—314;
- Священник Павел Флоренский — профессор МДА и редактор «Богословского вестника» [библ. 105] // Богословские труды. М., 1987. — № 28. — C. 290—315.
- Основные черты пастырства в Оптиной пустыни // Журнал Московской Патриархии. 1988. — № 6. — С. 64-72.
- Русская духовность в жизни Преподобного Сергия и его учеников [библ. 43] // Богословские труды. М., 1989. — № 29. — С. 225—253.
- Отец Павел Флоренский: «…чтобы вы помнили Господа…» // Журнал Московской Патриархии. 1990. — № 10. — С. 21-23; № 12. — С. 27-31.
- Предисловие // Флоренский П., свящ. Детям моим. Воспоминания прошлых дней. Генеалогические исследования. Из соловецких писем. Завещание. М., 1992. — С. 7-22;
- Жизнь и судьба // Флоренский П., свящ. Соч.: В 4 т. М., 1994. — Т. 1. — С. 3-36;
- Христианский ответ на проблему человеческих страданий // Путь Православия. М., 1995. — № 4. — С. 29-35.
- О творческом пути священника Павла Флоренского // П. А. Флоренский : Pro et contra: личность и творчество Павла Флоренского в оценке русских мыслителей и исследователей : антология / сост., авт. предисл., авт. примеч. К. Г. Исупов, отв. ред. тома Д. К. Бурлака. — СПб. : РХГИ, 1996. — 747 с. — С. 507—524
- Духовная школа и воспитание пастыря // Путь Православия. М., 1997. — № 5. — С. 25-38.
- Диакон Сергий Трубачев // Журнал Московской Патриархии. 1997. — № 9. — С. 58-60.
- Афонский спор об Имени Божием и его последующая судьба // Православное богословие на пороге третьего тысячелетия. Богословская конференция. — М., 2000. — С. 261—270.
- Святоотеческое толкование библейского понятия «Печать антихриста» // Встреча. 2001. — № 1 (14) — С. 43-47
- Судьба главы Преподобного Сергия // Журнал Московской Патриархии. 2001. — № 4. — С. 33-53.
- Памяти священника Павла Флоренского (к 125-летию со дня рождения и 70-летию мученической кончины) // Журнал Московской Патриархии. 2007. — № 2. — С. 29.
- Жизненный путь священника Павла Флоренского // Журнал Московской Патриархии. 2007. — № 2. — С. 62-89.
- Гимнографическая деятельность Русской православной церкви после восстановления патриаршества (1917—1988) // Альфа и Омега. 2007. — № 2 (49). — С. 285—302.
- «Философия культа» священника Павла Флоренского // Православное учение о Церковных Таинствах: V Международная богословская конференция Русской православной церкви (Москва, 13-16 ноября 2007 г.). — Т. 3 : Брак. Покаяние. Елеосвящение. Таинства и тайнодействия. — М. : Синодальная библейско-богословская комиссия, 2009. — 607 с. — С. 495—510.
- Воспоминания о митрополите Питириме // Преданный служитель Церкви: О церковной и общественной деятельности митрополита Питирима (Нечаева): Сборник трудов и воспоминаний / Фонд «Наследие митрополита Питирима»; сост.: Н. Балабанова, Е. Полищук. — М. : Издательский совет Русской православной церкви, 2009. — 552 с. — С. 62-76
- История подготовки магистерской диссертации епископа Сергия (Голубцова) «Живописное и иконописное направления в церковной живописи и их онтологическая оценка» // Богословский вестник. № 16-17. 2015. — № 1 январь-март, No 2 апрель-июнь — С. 214—237
- Переписка епископа Феодора (Поздеевского) и архиепископа Никона (Рождественского) со священником Павлом Флоренским // Богословский вестник. № 16-17. 2015. — No 1 январь-март, No 2 апрель-июнь — С. 354—380
- Павел Флоренский — архимандрит Серапион (Машкин). Вместо предисловия // Символ. 2016. — № 68/69 — С. 4-10.
- Главный завет // Мы все были у него в сердце: воспоминания об архимандрите Кирилле (Павлове) : [посвящается 100-летию со дня рождения]. — Сергиев Посад: Свято-Троицкая Сергиева лавра, 2019. — C. 88-92

- Канонизация святых в Русской Православной Церкви // Православная энциклопедия. — М., 2000. — Т. Специальный том. — С. 346—371. — 656 с. — 40 000 экз. — ISBN 5-89572-005-6.
- Авксентий, Аксий и Тарасий Кашкаранские // Православная энциклопедия. — М., 2000. — Т. I : А — Алексий Студит. — С. 145. — 40 000 экз. — ISBN 5-89572-006-4.
- Авраамий // Православная энциклопедия. — М., 2000. — Т. I : А — Алексий Студит. — С. 166. — 40 000 экз. — ISBN 5-89572-006-4.
- Авраамий // Православная энциклопедия. — М., 2000. — Т. I : А — Алексий Студит. — С. 166. — 40 000 экз. — ISBN 5-89572-006-4.
- Авраамий и Коприй Печенгские // Православная энциклопедия. — М., 2000. — Т. I : А — Алексий Студит. — С. 175. — 40 000 экз. — ISBN 5-89572-006-4.
- Авраамий Затворник // Православная энциклопедия. — М., 2000. — Т. I : А — Алексий Студит. — С. 175. — 40 000 экз. — ISBN 5-89572-006-4.
- Авраамий Игумен // Православная энциклопедия. — М., 2000. — Т. I : А — Алексий Студит. — С. 175-176. — 40 000 экз. — ISBN 5-89572-006-4.
- Авраамий Мирожский // Православная энциклопедия. — М., 2000. — Т. I : А — Алексий Студит. — С. 176. — 40 000 экз. — ISBN 5-89572-006-4.
- Авраамий Пинежский // Православная энциклопедия. — М., 2000. — Т. I : А — Алексий Студит. — С. 176. — 40 000 экз. — ISBN 5-89572-006-4.
- Авраамий Палеостровский // Православная энциклопедия. — М., 2000. — Т. I : А — Алексий Студит. — С. 176. — 40 000 экз. — ISBN 5-89572-006-4.
- Авраамий Трудолюбивый // Православная энциклопедия. — М., 2000. — Т. I : А — Алексий Студит. — С. 179. — 40 000 экз. — ISBN 5-89572-006-4.
- Агапит, врач безмездный // Православная энциклопедия. — М., 2000. — Т. I : А — Алексий Студит. — С. 229-230. — 40 000 экз. — ISBN 5-89572-006-4.
- Агафон // Православная энциклопедия. — М., 2000. — Т. I : А — Алексий Студит. — С. 243. — 40 000 экз. — ISBN 5-89572-006-4.
- Агиология // Православная энциклопедия. — М., 2000. — Т. I : А — Алексий Студит. — С. 252-253. — 40 000 экз. — ISBN 5-89572-006-4.
- Азария Постник Киево-Печерский // Православная энциклопедия. — М., 2000. — Т. I : А — Алексий Студит. — С. 330. — 40 000 экз. — ISBN 5-89572-006-4.
- Адриан Угличский // Православная энциклопедия. — М., 2000. — Т. I : А — Алексий Студит. — С. 322. — 40 000 экз. — ISBN 5-89572-006-4.
- Александр // Православная энциклопедия. — М., 2000. — Т. I : А — Алексий Студит. — С. 473. — 40 000 экз. — ISBN 5-89572-006-4.
- Александр (Пересвет) и Андрей (Ослябя) Радонежские // Православная энциклопедия. — М., 2000. — Т. I : А — Алексий Студит. — С. 532-533. — 40 000 экз. — ISBN 5-89572-006-4.
- Александр Спасский, Московский // Православная энциклопедия. — М., 2000. — Т. I : А — Алексий Студит. — С. 539-540. — 40 000 экз. — ISBN 5-89572-006-4.
- Александра // Православная энциклопедия. — М., 2000. — Т. I : А — Алексий Студит. — С. 545. — 40 000 экз. — ISBN 5-89572-006-4.
- Алексий Бушев // Православная энциклопедия. — М., 2000. — Т. I : А — Алексий Студит. — С. 659. — 40 000 экз. — ISBN 5-89572-006-4.
- Алексий Затворник // Православная энциклопедия. — М., 2000. — Т. I : А — Алексий Студит. — С. 721. — 40 000 экз. — ISBN 5-89572-006-4.
- Алексий Соловецкий // Православная энциклопедия. — М., 2000. — Т. I : А — Алексий Студит. — С. 722. — 40 000 экз. — ISBN 5-89572-006-4.
- Алфановы // Православная энциклопедия. — М., 2001. — Т. II : Алексий, человек Божий — Анфим Анхиальский. — С. 65-67. — 40 000 экз. — ISBN 5-89572-007-2. (часть статьи)
- Аммон Киево-Печерский // Православная энциклопедия. — М., 2001. — Т. II : Алексий, человек Божий — Анфим Анхиальский. — С. 175-176. — 40 000 экз. — ISBN 5-89572-007-2.
- Анания // Православная энциклопедия. — М., 2001. — Т. II : Алексий, человек Божий — Анфим Анхиальский. — С. 221-222. — 40 000 экз. — ISBN 5-89572-007-2.
- Анастасий // Православная энциклопедия. — М., 2001. — Т. II : Алексий, человек Божий — Анфим Анхиальский. — С. 232. — 40 000 экз. — ISBN 5-89572-007-2.
- Анастасия // Православная энциклопедия. — М., 2001. — Т. II : Алексий, человек Божий — Анфим Анхиальский. — С. 255. — 40 000 экз. — ISBN 5-89572-007-2.
- Анатолий Затворник // Православная энциклопедия. — М., 2001. — Т. II : Алексий, человек Божий — Анфим Анхиальский. — С. 273. — 40 000 экз. — ISBN 5-89572-007-2.
- Анатолий Затворник // Православная энциклопедия. — М., 2001. — Т. II : Алексий, человек Божий — Анфим Анхиальский. — С. 273-274. — 40 000 экз. — ISBN 5-89572-007-2.
- Андрей Переяславский // Православная энциклопедия. — М., 2001. — Т. II : Алексий, человек Божий — Анфим Анхиальский. — С. 377-379. — 40 000 экз. — ISBN 5-89572-007-2.
- Андрей Соловецкий // Православная энциклопедия. — М., 2001. — Т. II : Алексий, человек Божий — Анфим Анхиальский. — С. 388. — 40 000 экз. — ISBN 5-89572-007-2.
- Антипа Валаамский // Православная энциклопедия. — М., 2001. — Т. II : Алексий, человек Божий — Анфим Анхиальский. — С. 543-544. — 40 000 экз. — ISBN 5-89572-007-2. (в соавторстве с Н. Н. Крашенинниковой)
- Антоний // Православная энциклопедия. — М., 2001. — Т. II : Алексий, человек Божий — Анфим Анхиальский. — С. 606-607. — 40 000 экз. — ISBN 5-89572-007-2.
- Антоний (Флоренсов) // Православная энциклопедия. — М., 2001. — Т. II : Алексий, человек Божий — Анфим Анхиальский. — С. 645-646. — 40 000 экз. — ISBN 5-89572-007-2.
- Антоний и Феликс Карельские // Православная энциклопедия. — М., 2001. — Т. II : Алексий, человек Божий — Анфим Анхиальский. — С. 668-669. — 40 000 экз. — ISBN 5-89572-007-2.
- Антоний Куштский // Православная энциклопедия. — М., 2001. — Т. II : Алексий, человек Божий — Анфим Анхиальский. — С. 669-670. — 40 000 экз. — ISBN 5-89572-007-2.
- Антоний (Авраамий) Кожеезерский // Православная энциклопедия. — М., 2001. — Т. II : Алексий, человек Божий — Анфим Анхиальский. — С. 659. — 40 000 экз. — ISBN 5-89572-007-2.
- Анфим Сарский // Православная энциклопедия. — М., 2001. — Т. II : Алексий, человек Божий — Анфим Анхиальский. — С. 715. — 40 000 экз. — ISBN 5-89572-007-2.
- Аполлинарий // Православная энциклопедия. — М., 2001. — Т. III : Анфимий — Афанасий. — С. 60-61. — 40 000 экз. — ISBN 5-89572-008-0. (в соавторстве с О. И. Радченко)
- Ардалиона Усть-Медведицкая // Православная энциклопедия. — М., 2001. — Т. III : Анфимий — Афанасий. — С. 190-191. — 40 000 экз. — ISBN 5-89572-008-0.
- Арефа Верхотурский // Православная энциклопедия. — М., 2001. — Т. III : Анфимий — Афанасий. — С. 217-218. — 40 000 экз. — ISBN 5-89572-008-0.
- Аристоклий Афонский // Православная энциклопедия. — М., 2001. — Т. III : Анфимий — Афанасий. — С. 240-241. — 40 000 экз. — ISBN 5-89572-008-0.
- Арсений (Минин) // Православная энциклопедия. — М., 2001. — Т. III : Анфимий — Афанасий. — С. 403-404. — 40 000 экз. — ISBN 5-89572-008-0.
- Арсений (Митрофанов) // Православная энциклопедия. — М., 2001. — Т. III : Анфимий — Афанасий. — С. 404-405. — 40 000 экз. — ISBN 5-89572-008-0.
- Арсений Афонский // Православная энциклопедия. — М., 2001. — Т. III : Анфимий — Афанасий. — С. 425. — 40 000 экз. — ISBN 5-89572-008-0.
- Арсений Младший // Православная энциклопедия. — М., 2001. — Т. III : Анфимий — Афанасий. — С. 436-437. — 40 000 экз. — ISBN 5-89572-008-0.
- Арсений Новгородский // Православная энциклопедия. — М., 2001. — Т. III : Анфимий — Афанасий. — С. 438-439. — 40 000 экз. — ISBN 5-89572-008-0.
- Арсений Трудолюбивый // Православная энциклопедия. — М., 2001. — Т. III : Анфимий — Афанасий. — С. 441-442. — 40 000 экз. — ISBN 5-89572-008-0. (в соавторстве с Е. В. Лопухиной)
- Арсения (Клементьева) // Православная энциклопедия. — М., 2001. — Т. III : Анфимий — Афанасий. — С. 446-447. — 40 000 экз. — ISBN 5-89572-008-0.
- Арсения (Серебрякова) // Православная энциклопедия. — М., 2001. — Т. III : Анфимий — Афанасий. — С. 447. — 40 000 экз. — ISBN 5-89572-008-0.
- Афанасий Сяндемский // Православная энциклопедия. — М., 2002. — Т. IV : Афанасий — Бессмертие. — С. 69-70. — 39 000 экз. — ISBN 5-89572-009-9. (в соавторстве с Е. В. Романенко)
- Афанасия (Логинова) // Православная энциклопедия. — М., 2002. — Т. IV : Афанасий — Бессмертие. — С. 71-72. — 39 000 экз. — ISBN 5-89572-009-9.
- Белокопытова Александра Евгеньевна // Православная энциклопедия. — М., 2002. — Т. IV : Афанасий — Бессмертие. — С. 542. — 39 000 экз. — ISBN 5-89572-009-9.
- Бессребреники // Православная энциклопедия. — М., 2002. — Т. V : Бессонов — Бонвеч. — С. 9-11. — 39 000 экз. — ISBN 5-89572-010-2. (часть статьи)
- Благоверный // Православная энциклопедия. — М., 2002. — Т. V : Бессонов — Бонвеч. — С. 251-252. — 39 000 экз. — ISBN 5-89572-010-2.
- Блаженный // Православная энциклопедия. — М., 2002. — Т. V : Бессонов — Бонвеч. — С. 352. — 39 000 экз. — ISBN 5-89572-010-2.
- Боголеп Черноярский // Православная энциклопедия. — М., 2002. — Т. V : Бессонов — Бонвеч. — С. 455-456. — 39 000 экз. — ISBN 5-89572-010-2. (в соавторстве с А. А. Романовой)
- Богослужебная синодальная комиссия // Православная энциклопедия. — М., 2002. — Т. V : Бессонов — Бонвеч. — С. 535-536. — 39 000 экз. — ISBN 5-89572-010-2.
- Борин Василий Антонович // Православная энциклопедия. — М., 2003. — Т. VI : Бондаренко — Варфоломей Эдесский[англ.]. — С. 28-29. — 39 000 экз. — ISBN 5-89572-010-2.
- Борис Филиппович Денисов // Православная энциклопедия. — М., 2003. — Т. VI : Бондаренко — Варфоломей Эдесский[англ.]. — С. 34-35. — 39 000 экз. — ISBN 5-89572-010-2.
- Борис (Холчев) // Православная энциклопедия. — М., 2003. — Т. VI : Бондаренко — Варфоломей Эдесский[англ.]. — С. 42-43. — 39 000 экз. — ISBN 5-89572-010-2. (в соавторстве с В. Б. Заславским)
- Борис Казанский // Православная энциклопедия. — М., 2003. — Т. VI : Бондаренко — Варфоломей Эдесский[англ.]. — С. 60-61. — 39 000 экз. — ISBN 5-89572-010-2. (в соавторстве с Е. В. Липатовым)
- Боскин Сергей Михайлович // Православная энциклопедия. — М., 2003. — Т. VI : Бондаренко — Варфоломей Эдесский[англ.]. — С. 91-92. — 39 000 экз. — ISBN 5-89572-010-2.
- Варлаам и Макарий // Православная энциклопедия. — М., 2003. — Т. VI : Бондаренко — Варфоломей Эдесский[англ.]. — С. 625-626. — 39 000 экз. — ISBN 5-89572-010-2.
- Варнава // Православная энциклопедия. — М., 2003. — Т. VI : Бондаренко — Варфоломей Эдесский[англ.]. — С. 649. — 39 000 экз. — ISBN 5-89572-010-2.
- Варнава // Православная энциклопедия. — М., 2003. — Т. VI : Бондаренко — Варфоломей Эдесский[англ.]. — С. 649. — 39 000 экз. — ISBN 5-89572-010-2.
- Варлаам (Надёжин) // Православная энциклопедия. — М., 2003. — Т. VI : Бондаренко — Варфоломей Эдесский[англ.]. — С. 578-579. — 39 000 экз. — ISBN 5-89572-010-2.
- Варфоломей и Наум // Православная энциклопедия. — М., 2003. — Т. VI : Бондаренко — Варфоломей Эдесский[англ.]. — С. 718. — 39 000 экз. — ISBN 5-89572-010-2.
- Василий (Хорев) // Православная энциклопедия. — М., 2004. — Т. VII : Варшавская епархия — Веротерпимость. — С. 96-97. — 39 000 экз. — ISBN 5-89572-010-2.
- Василий I Казанский // Православная энциклопедия. — М., 2004. — Т. VII : Варшавская епархия — Веротерпимость. — С. 98. — 39 000 экз. — ISBN 5-89572-010-2. (в соавторстве с Е. В. Липаковым)
- Василий Соколовский // Православная энциклопедия. — М., 2004. — Т. VII : Варшавская епархия — Веротерпимость. — С. 217-218. — 39 000 экз. — ISBN 5-89572-010-2.
- Вассиан // Православная энциклопедия. — М., 2004. — Т. VII : Варшавская епархия — Веротерпимость. — С. 251-252. — 39 000 экз. — ISBN 5-89572-010-2.
- Великомученики // Православная энциклопедия. — М., 2004. — Т. VII : Варшавская епархия — Веротерпимость. — С. 515-516. — 39 000 экз. — ISBN 5-89572-010-2.
- Гавриил Бежецкий // Православная энциклопедия. — М., 2005. — Т. X : Второзаконие — Георгий. — С. 239. — 39 000 экз. — ISBN 5-89572-016-1. (в соавторстве с прот. Ярославом Шведовым)
- Давид (Мухранов) // Православная энциклопедия. — М., 2006. — Т. XIII : Григорий Палама — Даниель-Ропс. — С. 564-566. — 39 000 экз. — ISBN 5-89572-022-6.
- Житийная литература // Православная энциклопедия. — М., 2008. — Т. XIX : Ефесянам послание — Зверев. — С. 283-345. — 39 000 экз. — ISBN 978-5-89572-034-9. (часть статьи)

- Священник Павел Флоренский. Личная жизнь. Творчество, Загорск, 1984 (кандидатская диссертация).
- Воспоминания об архимандрите Сергии (Озерове). [Сергиев Посад], 1987. Машинопись.
- Преподобный Амвросий Оптинский: Жизнь и творения / игум. Андроник. — М.: Изд. Спасо-Преображенского Валаамского монастыря, 1993. — 224 с.
  - Преподобный Амвросий Оптинский: жизнь и творения / игум. Андроник. — Киев: Издательство им. свт. Льва, папы Римского, 2003. — 272 с.
- Помянник насельников Уссурийских обителей — Свято-Троицкого монастыря и Рождество-Богородицкой обители. [Сергиев Посад], 1994. Рукопись
- Теодицея и антроподицея в творчестве священника Павла Флоренского. — Томск: Водолей, 1998. — 192 с.
- «Обо мне не печальтесь»: Жизнеописание священника Павла Флоренского / игум. Андроник. — М. : Издательский совет Русской православной церкви, 2007. — 152 с.
- Закрытие Троице-Сергиевой Лавры и судьба мощей преподобного Сергия Радонежского в 1918—1946 гг. — М.: Издательский совет Русской правраославной церкви, 2008. — 432 с.

## Награды
- Патриаршая грамота (1985, к 300-летию МДА)
- палица (1987, ко дню Святой Пасхи)
- крест с украшениями (1988, ко дню Святой Пасхи)
- Орден Преподобного Сергия Радонежского III степени (4 сентября 1997)